# Thoix

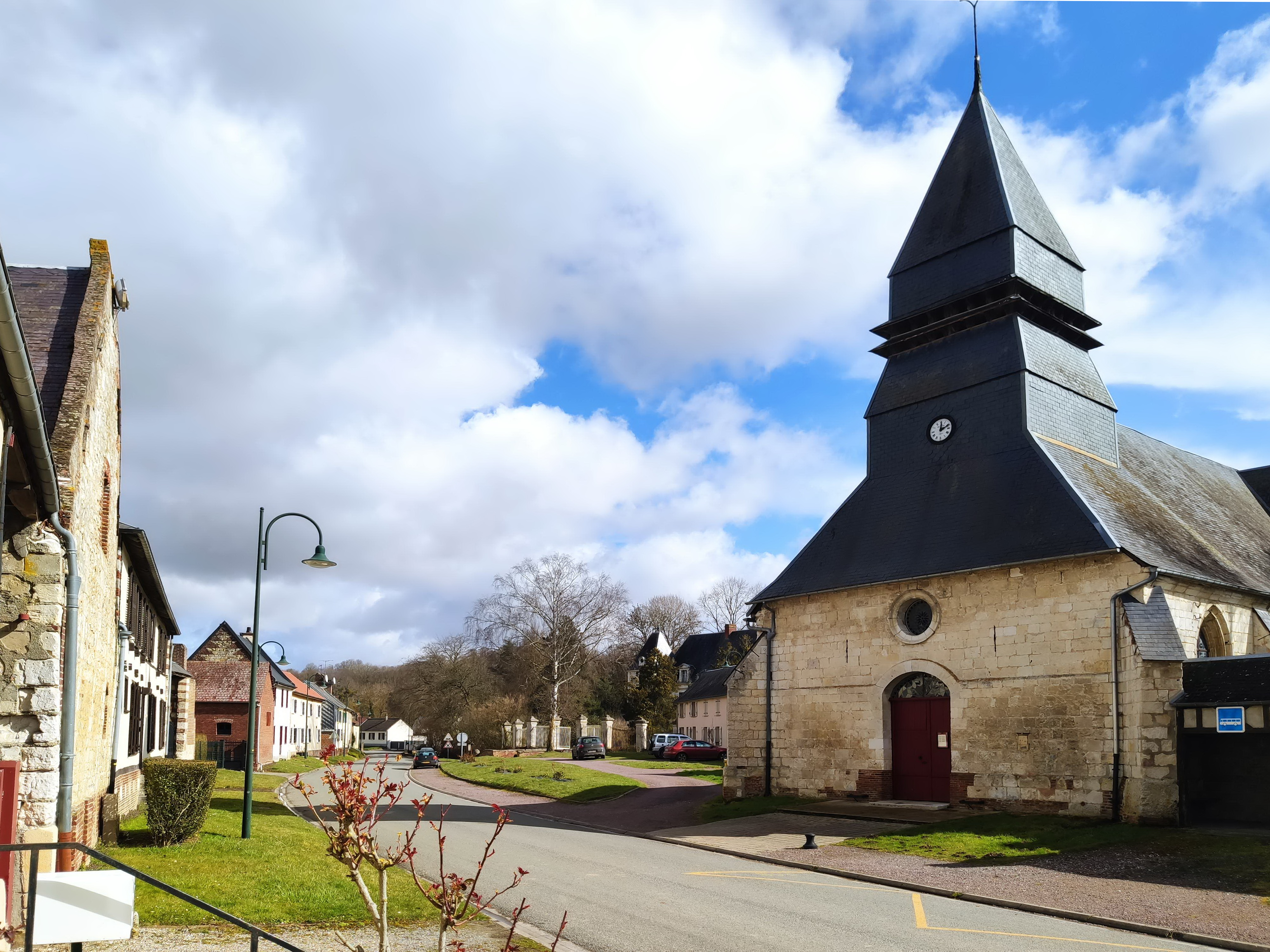
La rue du village et l'église.

Thoix est une commune française située dans le département de la Somme, en région Hauts-de-France.

## Géographie

### Localisation
Thoix est un village-rue picard de l'Amiénois, limitrophe de l'Oise.
À vol d'oiseau, la localité est située à 7 km au sud-ouest de Conty, 10 km au sud-est de Poix-de-Picardie, 10 km au nord-est de Grandvilliers, 27 km au sud-ouest d'Amiens et à 30 km au nord de Beauvais.
Le territoire de la commune est limitrophe de ceux de huit communes.
Les communes limitrophes sont Beaudéduit, Dargies, Lavacquerie, Offoy, Sommereux, Belleuse, Courcelles-sous-Thoix et Sentelie.

### Hydrographie

#### Réseau hydrographique
La commune est située dans le bassin Artois-Picardie. Elle est drainée par la rivière des Parquets.
La rivière des Parquets, affluent du ruisseau des Évoissons qui se jette dans la Selle, prend sa source à Thoix et alimente les douves du château. Elle passe ensuite à Courcelles-sous-Thoix, et se jette à Contre dans la rivière de Poix. Sa longueur est de 18 km.
Elle alimente l'étang du château.
La vallée des Parquets, longue de 8 kilomètres, est orientée sud-ouest/nord-est.Elle est fortement engravée par rapport aux plateaux environnants et le dénivelé peut atteindre en certains point 150 mètres entre l'altitude du plateau et celui du lit de la rivière.

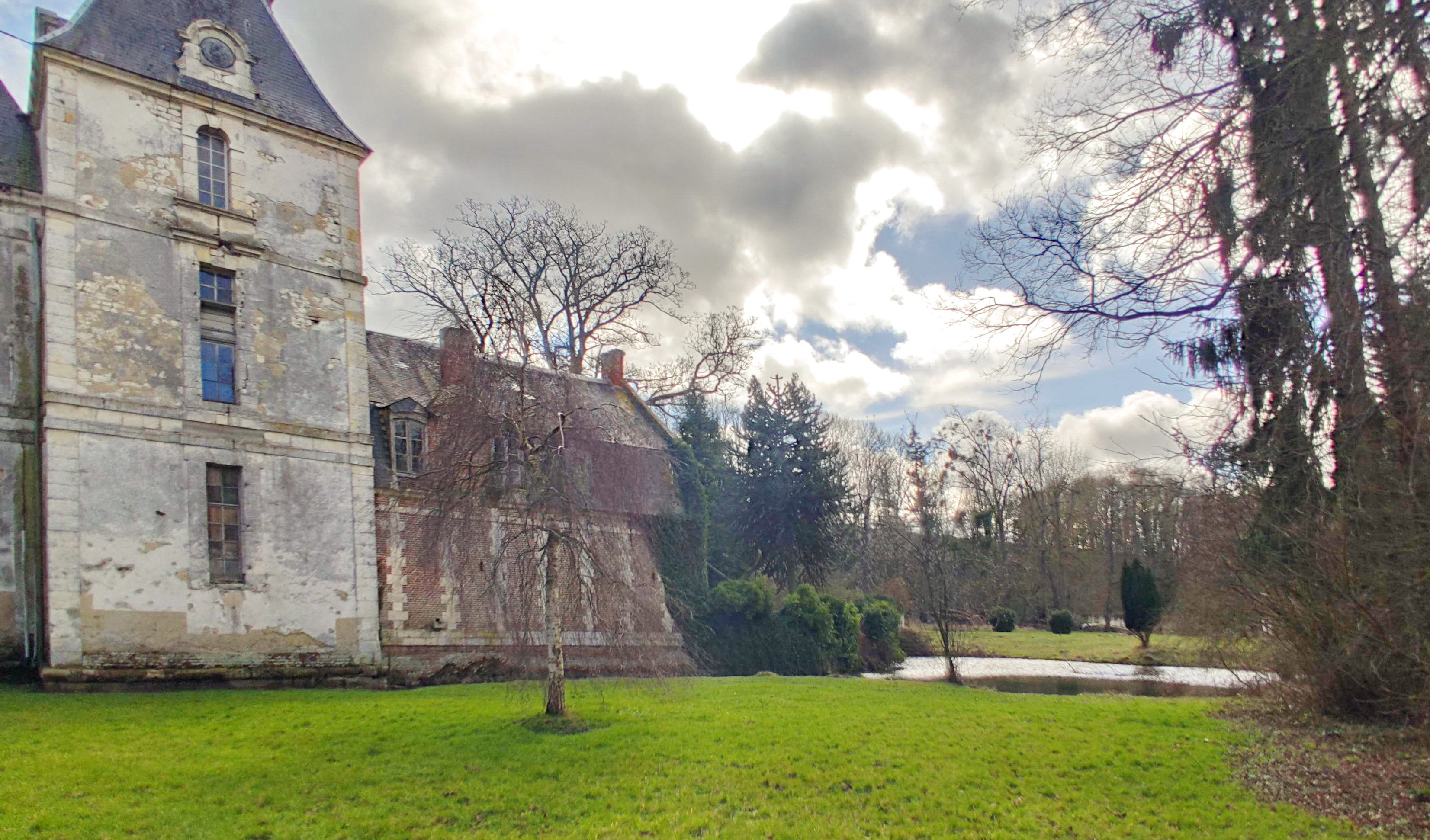
L'étang du château.
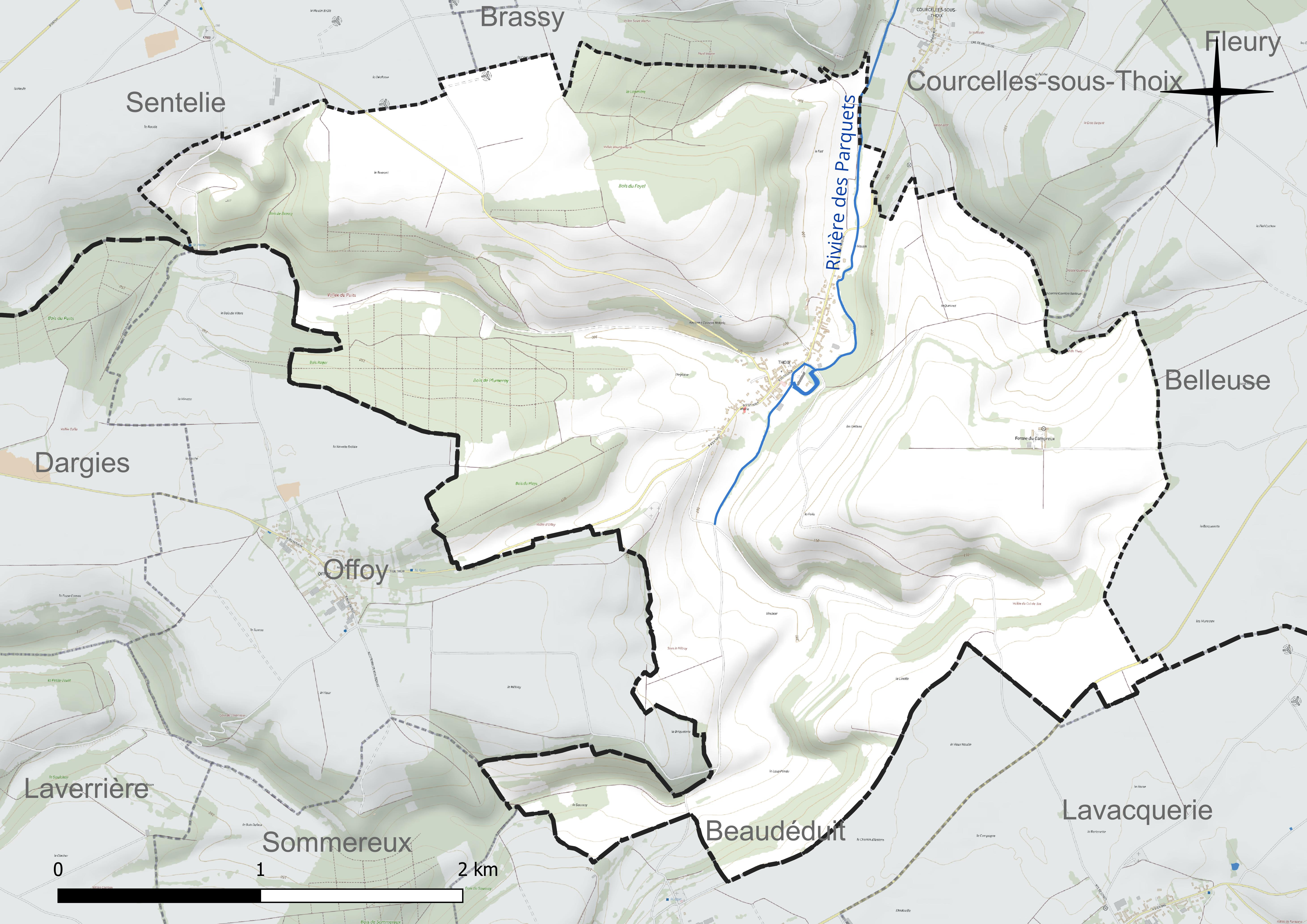
Réseau hydrographique de Thoix.

#### Gestion et qualité des eaux
Le territoire communal est couvert par le schéma d'aménagement et de gestion des eaux (SAGE) « Somme aval et Cours d'eau côtiers ». Ce document de planification concerne un territoire de 1 835 km2 de superficie, délimité par le bassin versant de la Somme canalisée. Le périmètre a été arrêté le 29 avril 2010 et le SAGE proprement dit a été approuvé le 6 août 2019. La structure porteuse de l'élaboration et de la mise en œuvre est le syndicat mixte d'aménagement hydraulique du bassin versant de la Somme (AMEVA).
La qualité des cours d'eau peut être consultée sur un site dédié géré par les agences de l'eau et l'Agence française pour la biodiversité.

### Climat
Pour des articles plus généraux, voir Climat des Hauts-de-France et Climat de la Somme.
En 2010, le climat de la commune est de type climat océanique dégradé des plaines du Centre et du Nord, selon une étude du CNRS s'appuyant sur une série de données couvrant la période 1971-2000. En 2020, Météo-France publie une typologie des climats de la France métropolitaine dans laquelle la commune est exposée à un climat océanique et est dans la région climatique Nord-est du bassin Parisien, caractérisée par un ensoleillement médiocre, une pluviométrie moyenne régulièrement répartie au cours de l'année et un hiver froid (3 °C).
Pour la période 1971-2000, la température annuelle moyenne est de 10,2 °C, avec une amplitude thermique annuelle de 14,1 °C. Le cumul annuel moyen de précipitations est de 772 mm, avec 12,1 jours de précipitations en janvier et 8,4 jours en juillet. Pour la période 1991-2020, la température moyenne annuelle observée sur la station météorologique la plus proche, située sur la commune de Saint-Arnoult à 20 km à vol d'oiseau, est de 10,4 °C et le cumul annuel moyen de précipitations est de 797,2 mm,. Pour l'avenir, les paramètres climatiques de la commune estimés pour 2050 selon différents scénarios d'émission de gaz à effet de serre sont consultables sur un site dédié publié par Météo-France en novembre 2022.

## Urbanisme

### Typologie
Au 1er janvier 2024, Thoix est catégorisée commune rurale à habitat dispersé, selon la nouvelle grille communale de densité à sept niveaux définie par l'Insee en 2022.
Elle est située hors unité urbaine. Par ailleurs la commune fait partie de l'aire d'attraction d'Amiens, dont elle est une commune de la couronne,. Cette aire, qui regroupe 369 communes, est catégorisée dans les aires de 200 000 à moins de 700 000 habitants,.

### Occupation des sols
L'occupation des sols de la commune, telle qu'elle ressort de la base de données européenne d'occupation biophysique des sols Corine Land Cover (CLC), est marquée par l'importance des territoires agricoles (77,1 % en 2018), une proportion identique à celle de 1990 (77,1 %). La répartition détaillée en 2018 est la suivante : 
terres arables (52,9 %), forêts (22,9 %), zones agricoles hétérogènes (16,9 %), prairies (7,3 %). L'évolution de l'occupation des sols de la commune et de ses infrastructures peut être observée sur les différentes représentations cartographiques du territoire : la carte de Cassini (XVIIIe siècle), la carte d'état-major (1820-1866) et les cartes ou photos aériennes de l'IGN pour la période actuelle (1950 à aujourd'hui).

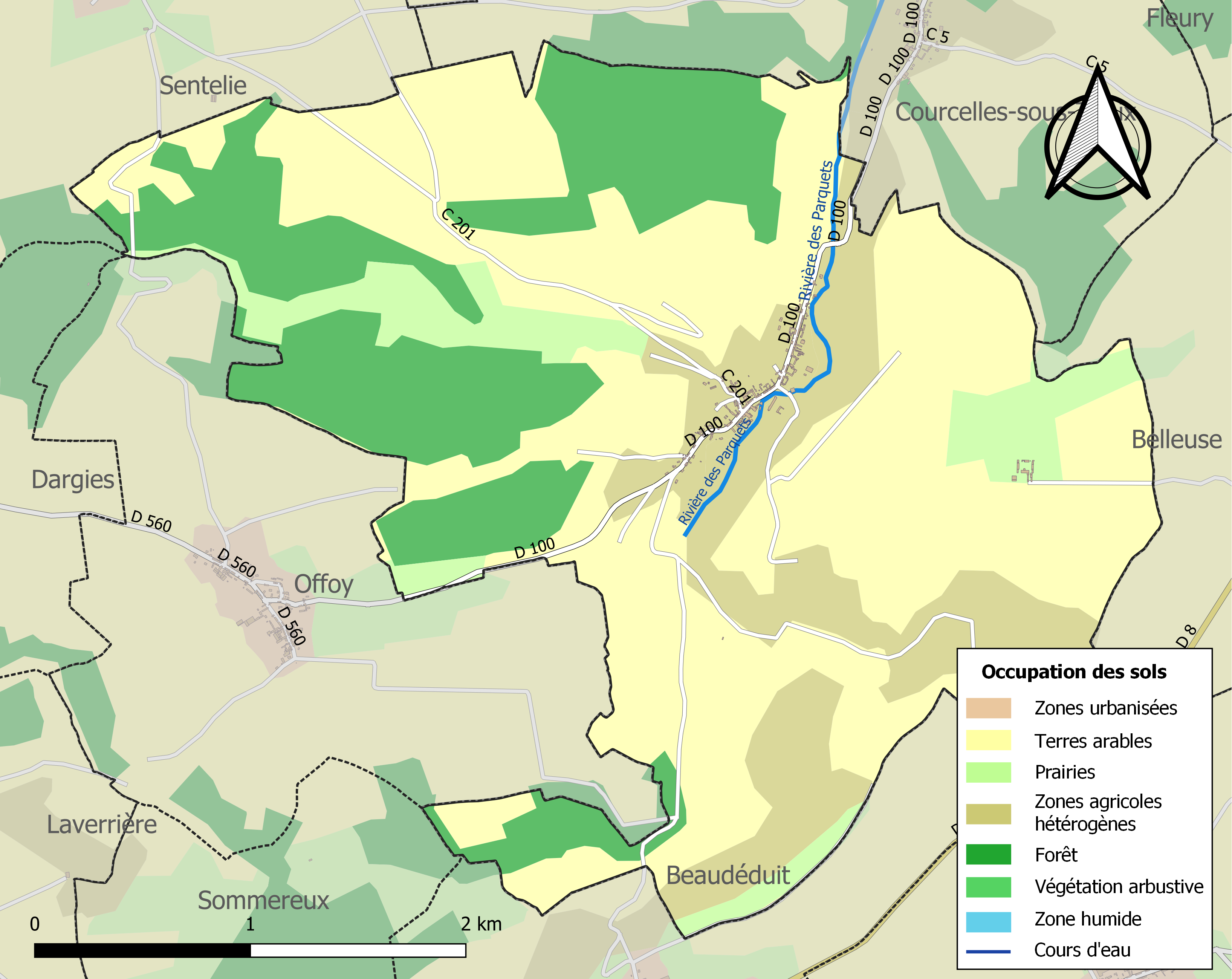
Carte des infrastructures et de l'occupation des sols de la commune en 2018 (CLC).

## Toponymie
Le village s'est appelé Teoletum, Teoleium ou  Tois en 1140, Thois en 1212, Thoys en 1301.
Du pluriel de l'oïl teit (toit), « cabane , chaumière , étable , bercail ».

## Histoire

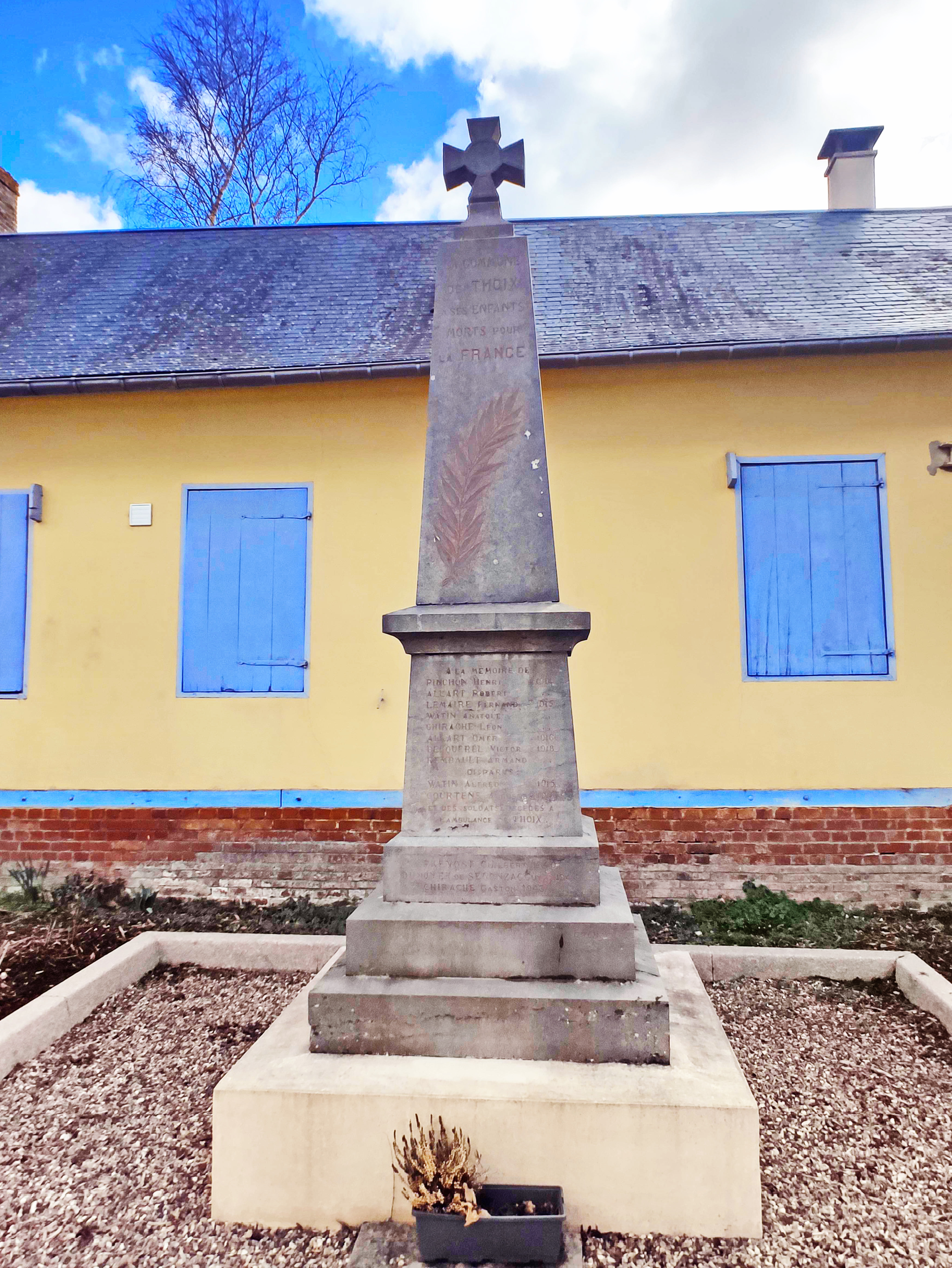
Le monument aux morts.

Le château fort  de  Thoix est incendié lors de la Grande Jacquerie en 1358
La seigneurie est érigée en marquisat par Henri III, en faveur de Timoléon de Gouffier, mais ces lettres n'ayant pas été enregistrées, Louis XIV en accorde de nouvelles pour Antoine de Gouffier, maréchal de camp, gouverneur de Blois, en 1652. Ce marquisat comprenait : Thoix, Courcelles-sous-Thoix, Beaudéduit et Offoy,
Guillaume Gouffier de Bonnivet, connu sous le nom d'amiral de Bonnivet (1488-1525), favori de François Ier, fut seigneur de Thoix.
François de Gouffier l'aîné, seigneur de Crèvecœur, Thoix et Lihus, obtient du roi en mars 1545 la création de deux foires annuelles, à la Saint-Rémi et à la Mi-Carême, ainsi que d'un marché chaque mardi.
Circonscriptions d'Ancien Régime
Thoix était une paroisse du doyenné de Poix, puis de Grandvilliers, relevant de l'archidiocèse et du diocèse d'Amiens.

## Politique et administration

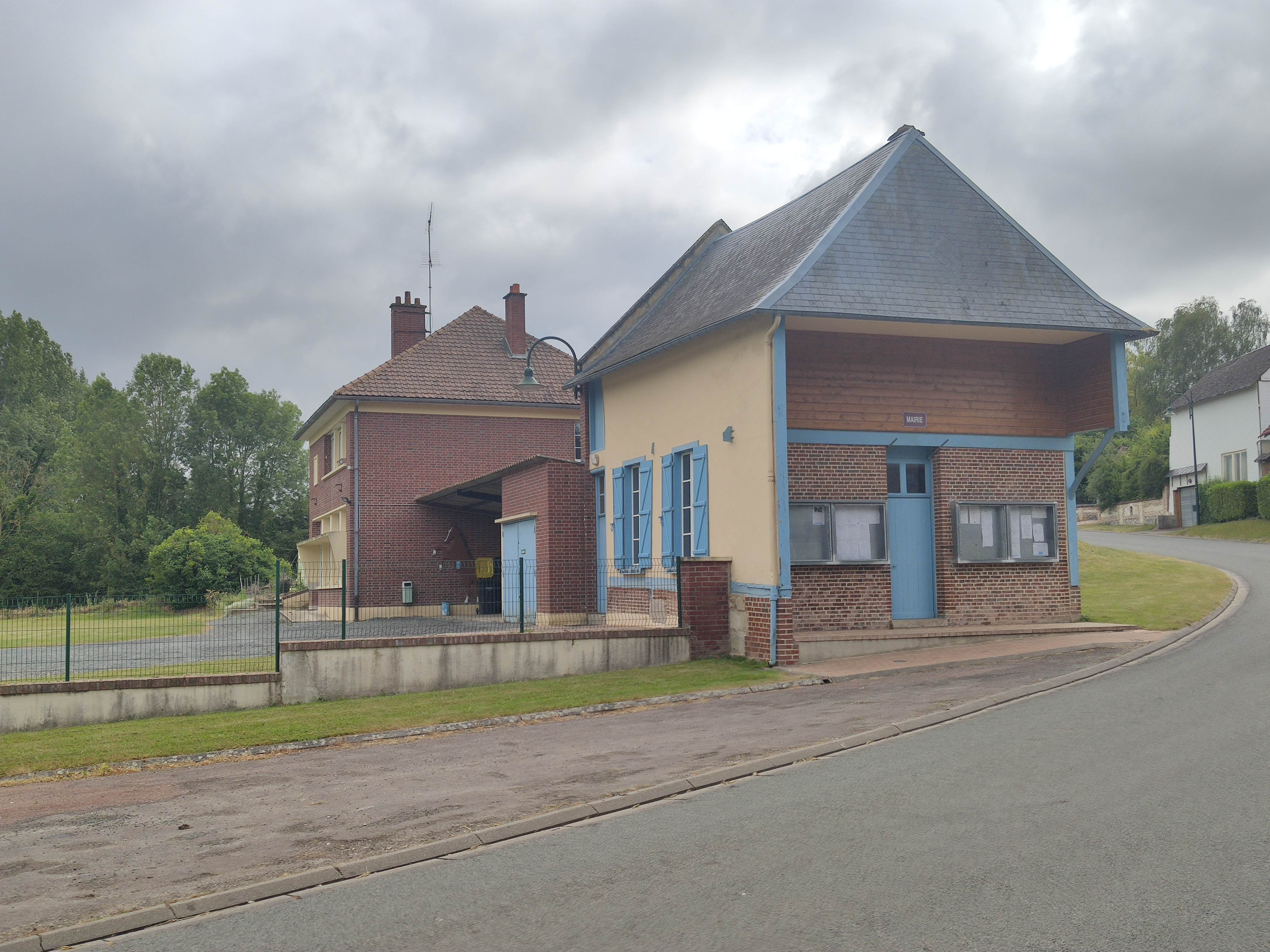
La mairie et l'école.

### Rattachements administratifs et électoraux
La commune se trouve dans l'arrondissement d'Amiens du département de la Somme. Pour l'élection des députés, elle fait partie depuis 2012 de la quatrième circonscription de la Somme.
Elle faisait partie depuis 1793 du canton de Conty. Dans le cadre du redécoupage cantonal de 2014 en France, la commune est intégrée au canton d'Ailly-sur-Noye.

### Intercommunalité
La commune était membre de la communauté de communes du canton de Conty, créée par un arrêté préfectoral du 23 décembre 1996, et qui s'est substituée aux syndicats préexistants tels que le SIVOM et le SIVU de la coulée verte. Cette intercommunalité est renommée Communauté de communes du Contynois en 2015, à la suite de la disparition du canton.
Dans le cadre des dispositions de la loi portant nouvelle organisation territoriale de la République du 7 août 2015, qui prévoit que les établissements publics de coopération intercommunale (EPCI) à fiscalité propre doivent avoir un minimum de 15 000 habitants, la préfète de la Somme propose en octobre 2015 un projet de nouveau schéma départemental de coopération intercommunale (SDCI) qui prévoit la réduction de 28 à 16 du nombre des intercommunalités à fiscalité propre du département.
Ce projet prévoit la « fusion des communautés de communes du Sud-Ouest Amiénois, du Contynois et de la région d'Oisemont », le nouvel ensemble de 37 412 habitants regroupant 120 communes,. À la suite de l'avis favorable de la commission départementale de coopération intercommunale en janvier 2016, la préfecture sollicite l'avis formel des conseils municipaux et communautaires concernés en vue de la mise en œuvre de la fusion.
La communauté de communes Somme Sud-Ouest, dont est désormais membre la commune, est ainsi créée au 1er janvier 2017.

### Liste des maires
| Période                                  | Période                      | Identité           | Étiquette | Qualité                        |
| ---------------------------------------- | ---------------------------- | ------------------ | --------- | ------------------------------ |
| Les données manquantes sont à compléter. |                              |                    |           |                                |
| mars 2001                                | 2014                         | Daniel Doré        |           |                                |
| mars 2014                                | En cours (au 8 octobre 2020) | Frederic Marseille |           | Réélu pour le mandat 2020-2026 |

## Démographie
L'évolution du nombre d'habitants est connue à travers les recensements de la population effectués dans la commune depuis 1793. Pour les communes de moins de 10 000 habitants, une enquête de recensement portant sur toute la population est réalisée tous les cinq ans, les populations de référence des années intermédiaires étant quant à elles estimées par interpolation ou extrapolation. Pour la commune, le premier recensement exhaustif entrant dans le cadre du nouveau dispositif a été réalisé en 2008.

En 2022, la commune comptait 146 habitants, en évolution de +1,39 % par rapport à 2016 (Somme : −1,26 %, France hors Mayotte : +2,11 %).
| 1793 | 1800 | 1806 | 1821 | 1831 | 1836 | 1841 | 1846 | 1851 |
| ---- | ---- | ---- | ---- | ---- | ---- | ---- | ---- | ---- |
| 408  | 306  | 440  | 425  | 406  | 406  | 379  | 379  | 367  |

| 1856 | 1861 | 1866 | 1872 | 1876 | 1881 | 1886 | 1891 | 1896 |
| ---- | ---- | ---- | ---- | ---- | ---- | ---- | ---- | ---- |
| 346  | 323  | 324  | 297  | 259  | 266  | 266  | 246  | 233  |

| 1901 | 1906 | 1911 | 1921 | 1926 | 1931 | 1936 | 1946 | 1954 |
| ---- | ---- | ---- | ---- | ---- | ---- | ---- | ---- | ---- |
| 238  | 202  | 195  | 178  | 154  | 184  | 169  | 168  | 140  |

| 1962 | 1968 | 1975 | 1982 | 1990 | 1999 | 2006 | 2008 | 2013 |
| ---- | ---- | ---- | ---- | ---- | ---- | ---- | ---- | ---- |
| 124  | 105  | 114  | 130  | 135  | 144  | 136  | 134  | 143  |

| 2018 | 2022 | - | - | - | - | - | - | - |
| ---- | ---- | - | - | - | - | - | - | - |
| 144  | 146  | - | - | - | - | - | - | - |

## Culture locale et patrimoine

### Lieux et monuments
- Château du XVIe siècle, transformé au XIXe siècle[34] : corps de logis flanqué de deux pavillons carrés, le tout construit en pierre et surmonté de hautes toitures en ardoise[35]. Ce château appartenait, avant la Révolution, à la Maison de Gouffier ;

Le château
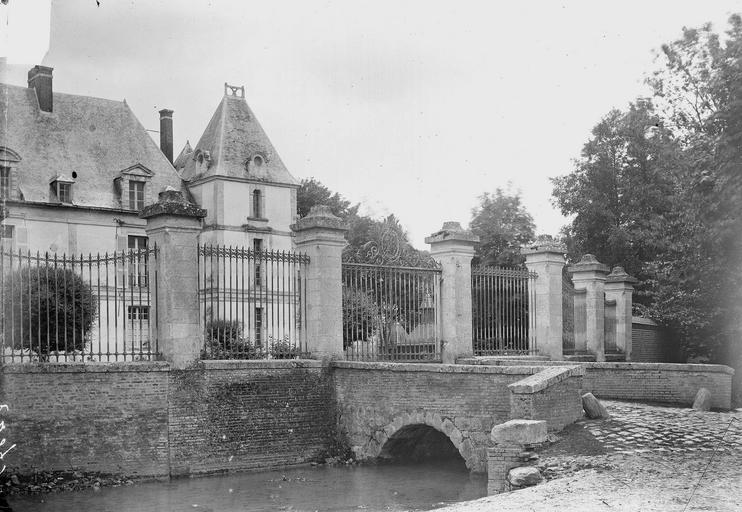
L'entrée du château en 1914 Photo G. Durand.
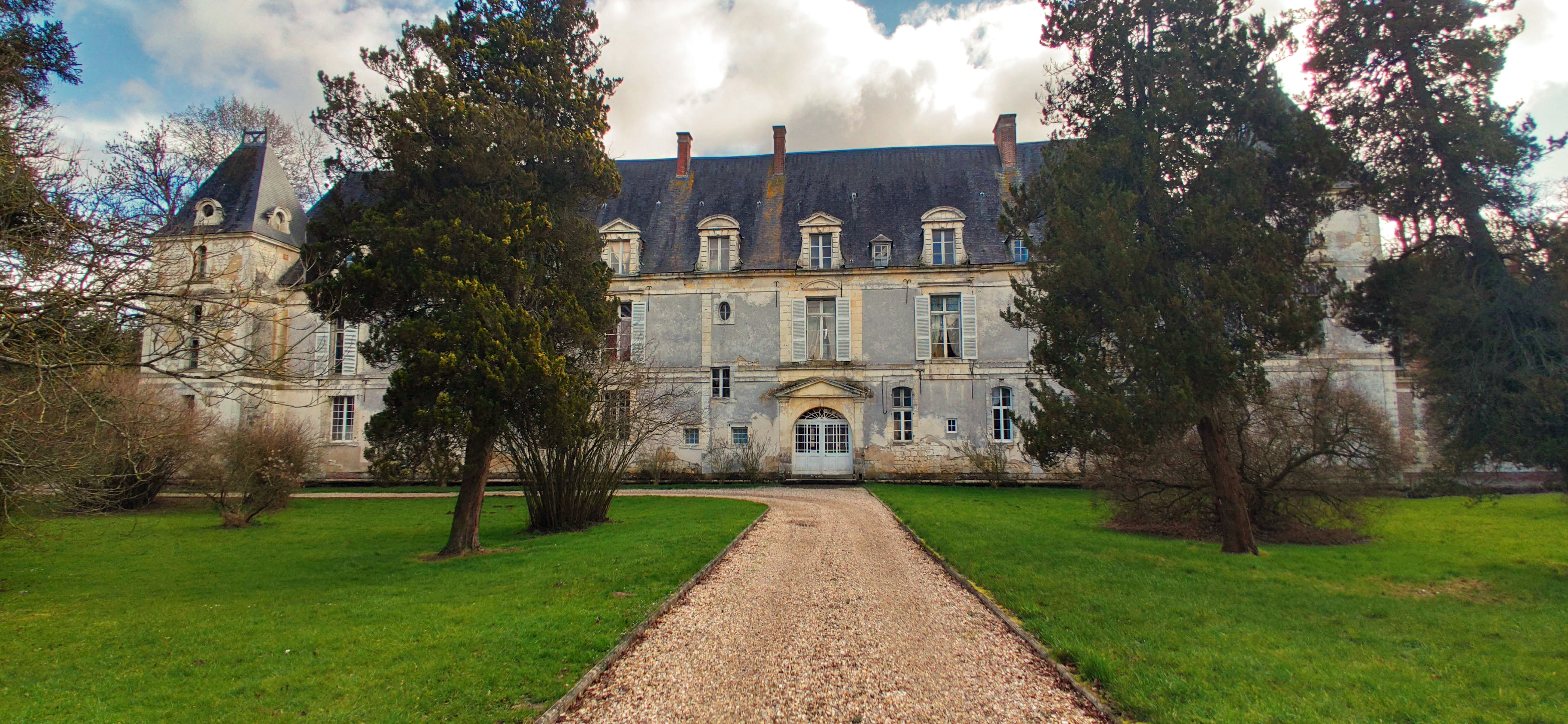
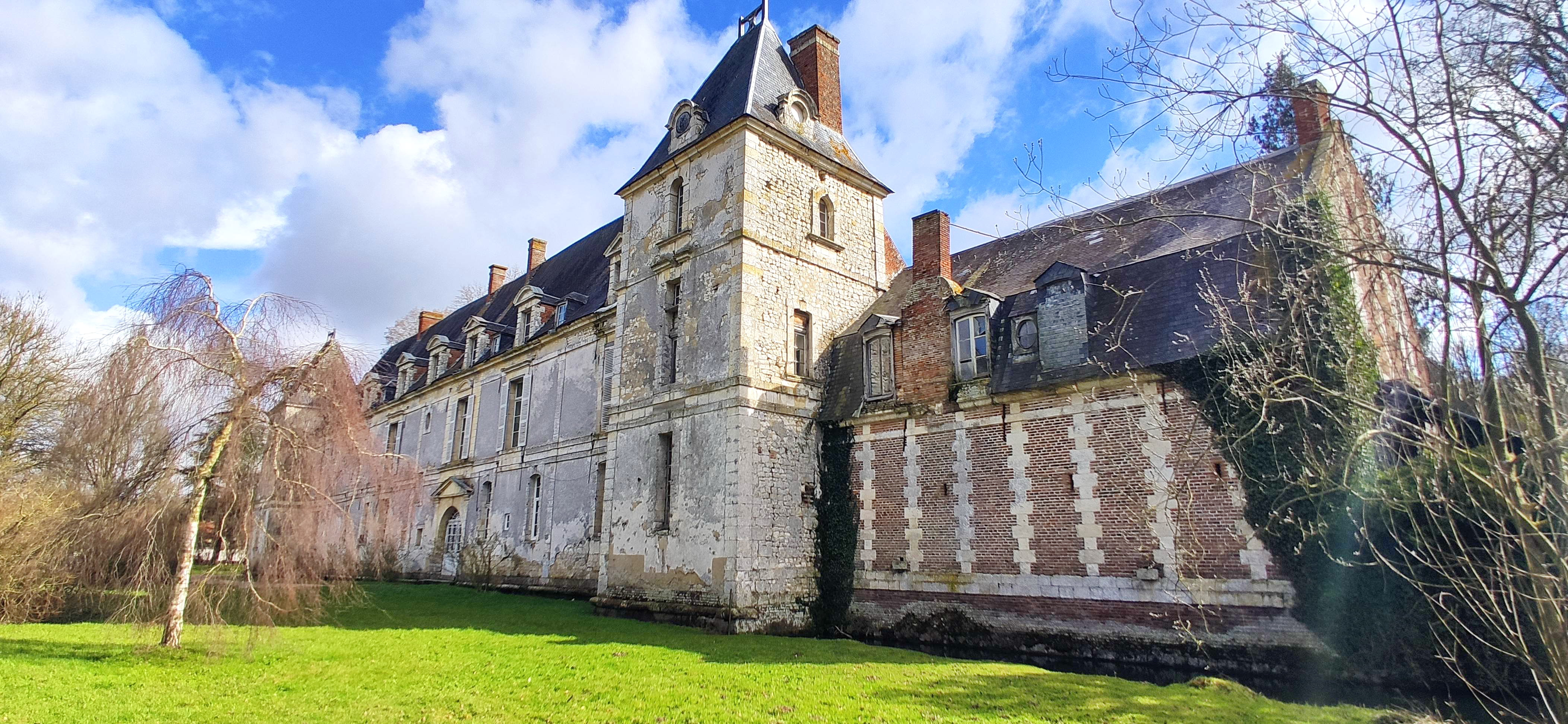

- Église Saint-Étienne (XVIe siècle)[36],[37],[38] ;

L'église
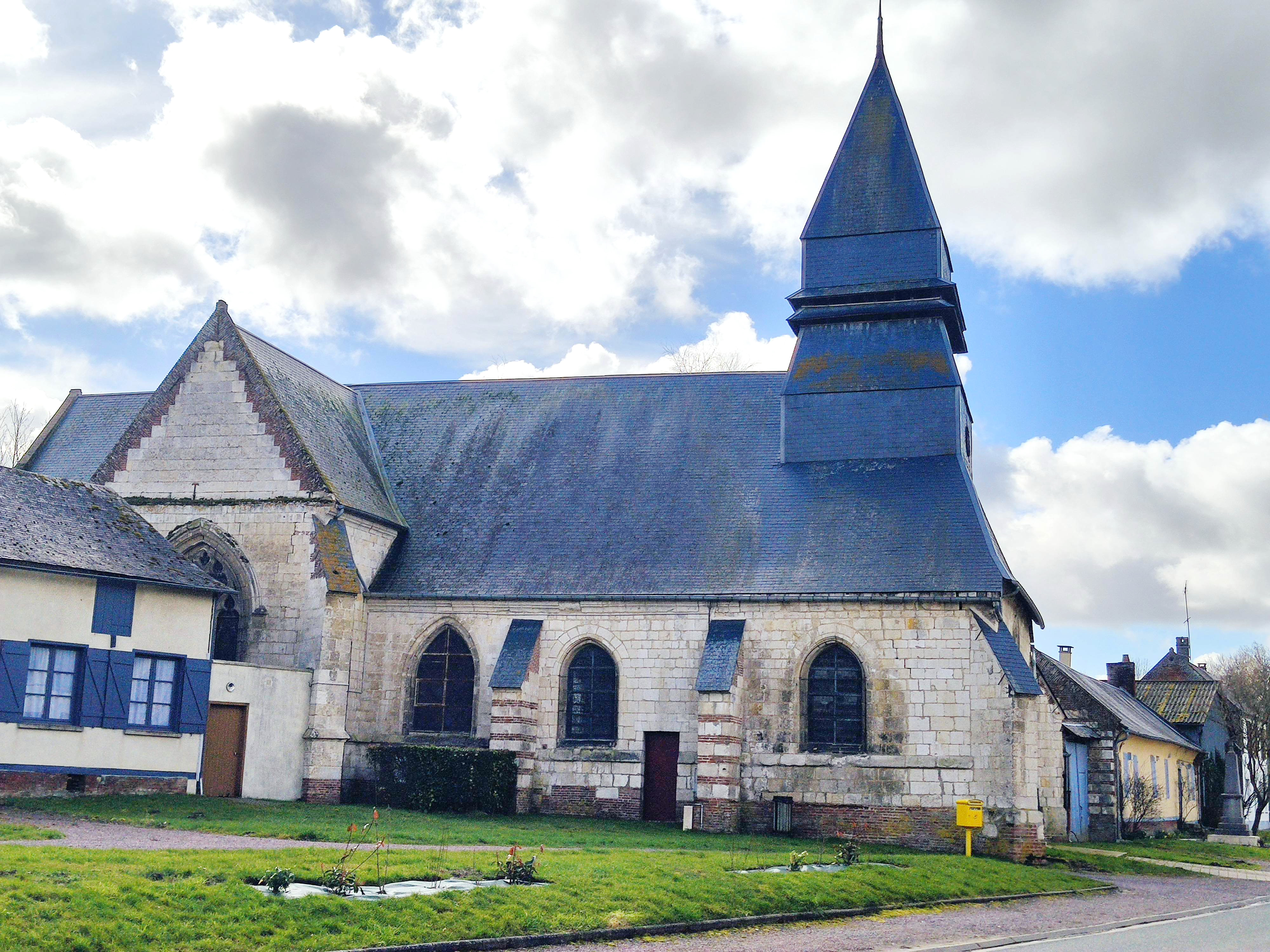
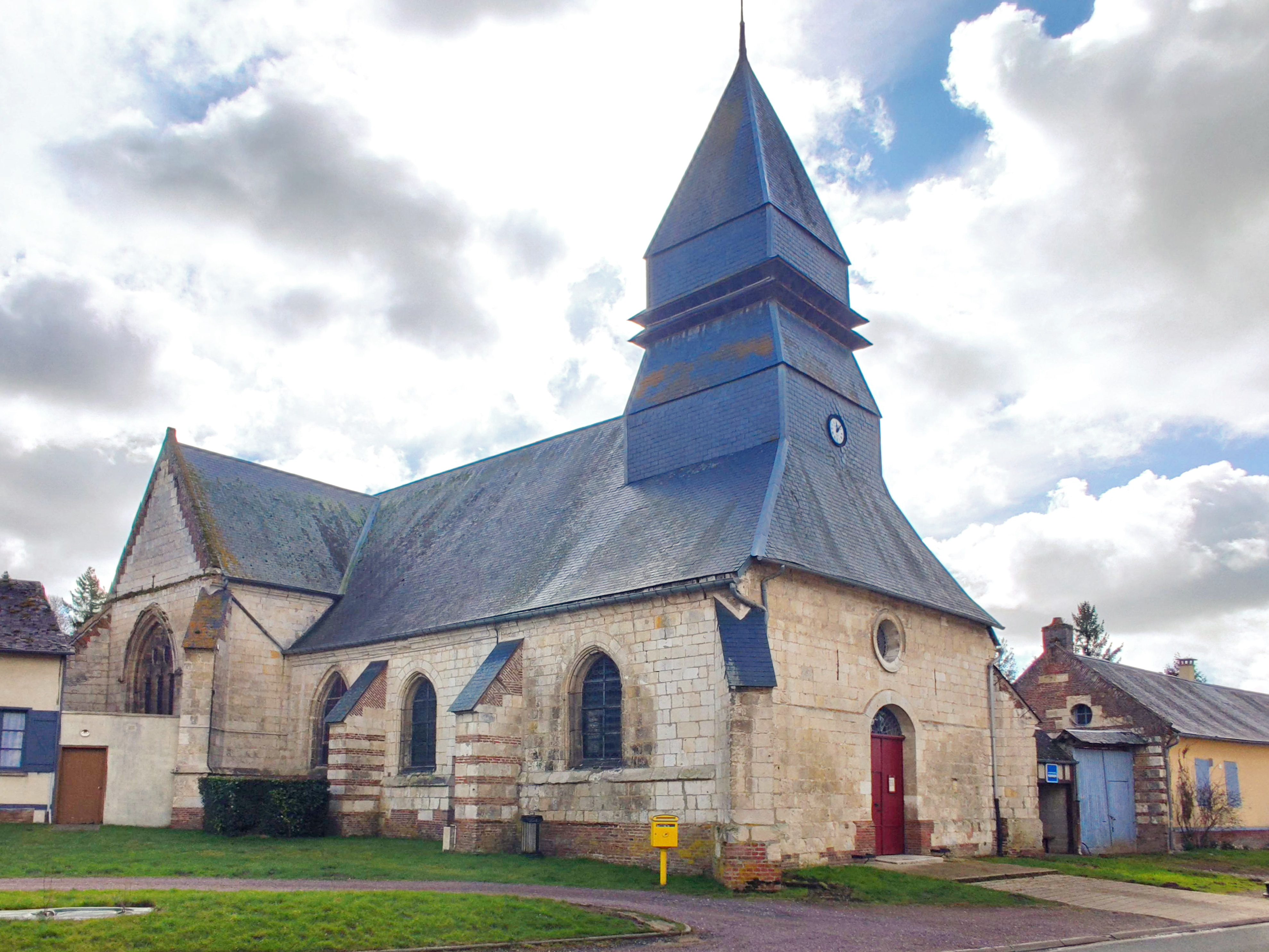
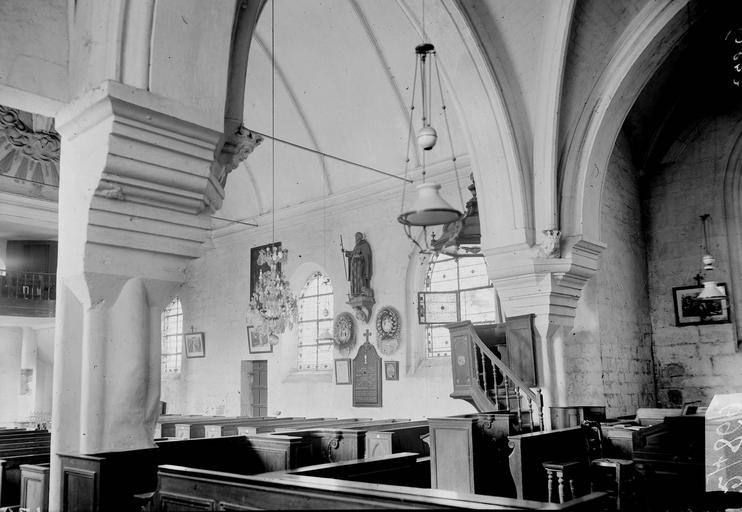
La nef en 1914 Photo Georges Durand
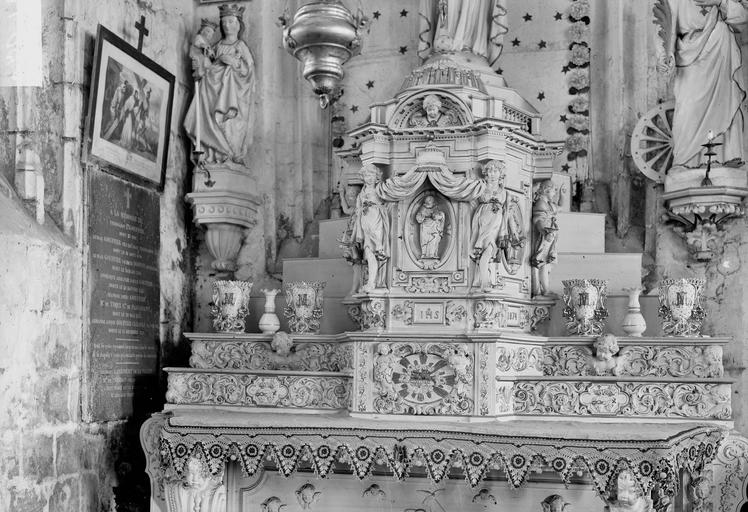
Le maître-autel en 1914 Photo Georges Durand

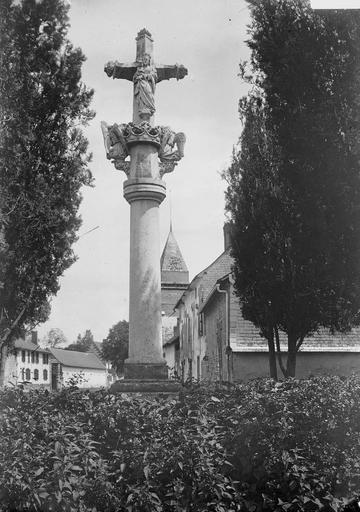
Le calvaire en 1914
Photo G. Durand.

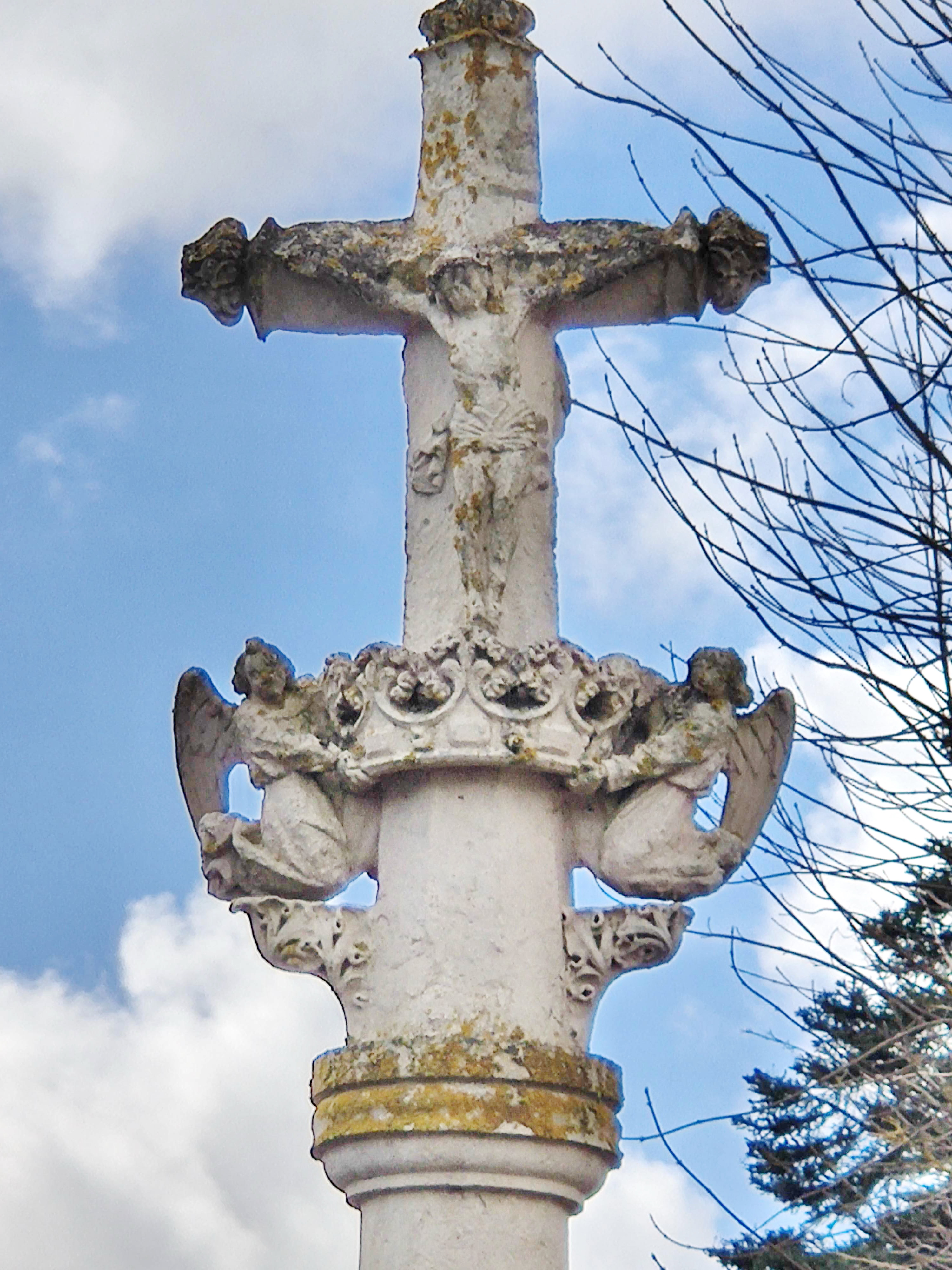
Le sommet du calvaire en 2021.

- Calvaire sur la place (XVIe siècle), avec deux anges soutenant une couronne de blé, restauré en 2009 ;
Il s'agit d'une croix sculptée par le seigneur de Thoix, Jacques d'Heilly, à son retour de croisade, puis érigée en calvaire en 1779 par Thimoléon de Gouffier, alors seigneur de Thoix. Après les dégradations de la Révolution, elle fut re-érigée vers 1850 par l'abbé Lecadieu, curé de Thoix, et classée Monument historique en 1942[39],[40] ;

- Pigeonnier (1 000 cases) dans la cour de la ferme en face du château[19] ;
- chapelle Saint-Louis[41].

- Monument commémoratif du combat aérien du 5 juin 1940, où le Potez  63-11 no 493 français fut abattu par huit chasseurs allemands[42],[43] ;

- Le vallon des Parquets et la vallée du Vinchoir, avec leur paysage agricole ou boisé propice aux premenades.

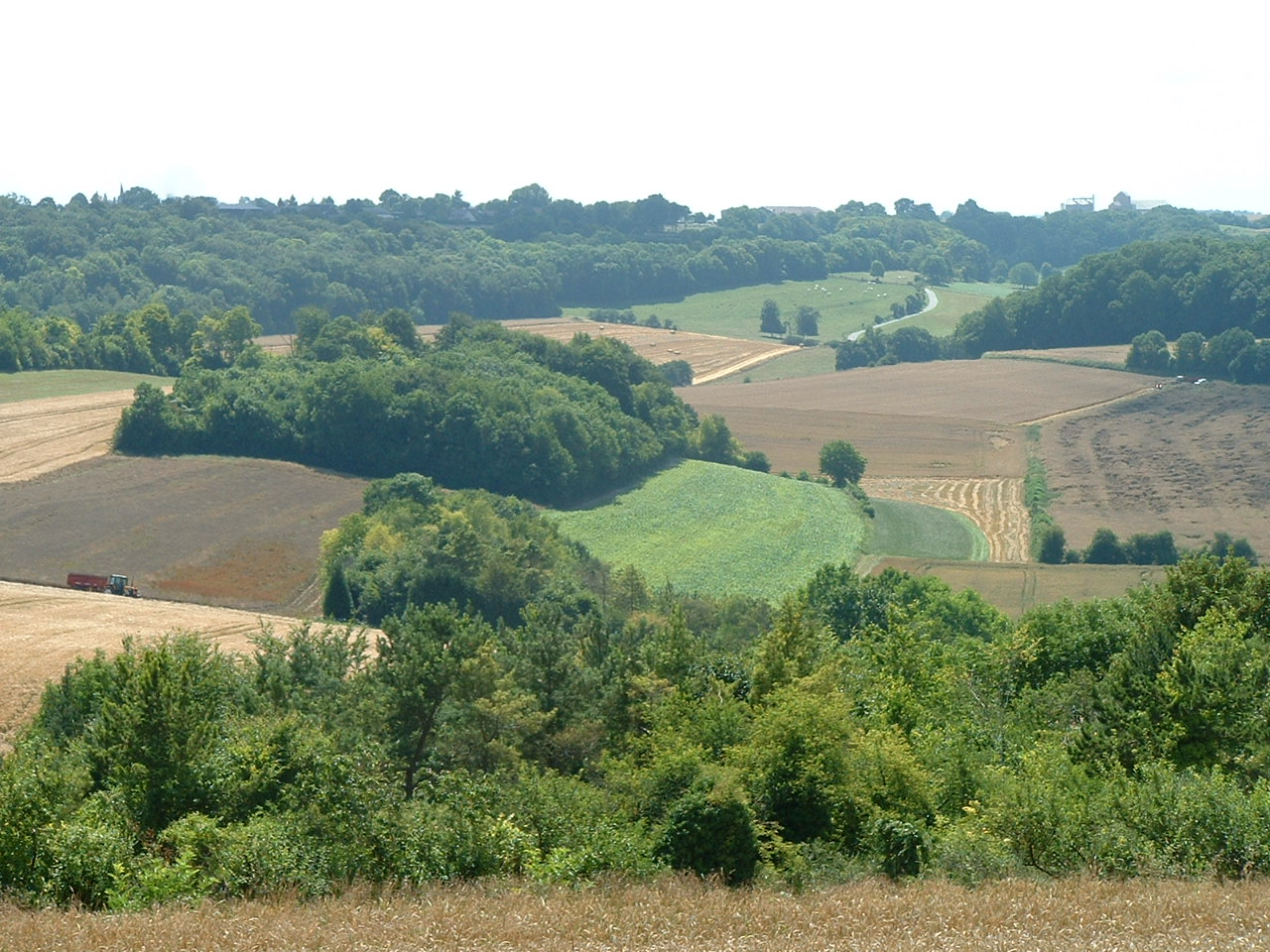
Vue du vallon des Parquets depuis le plateau surplombant le château de Thoix.
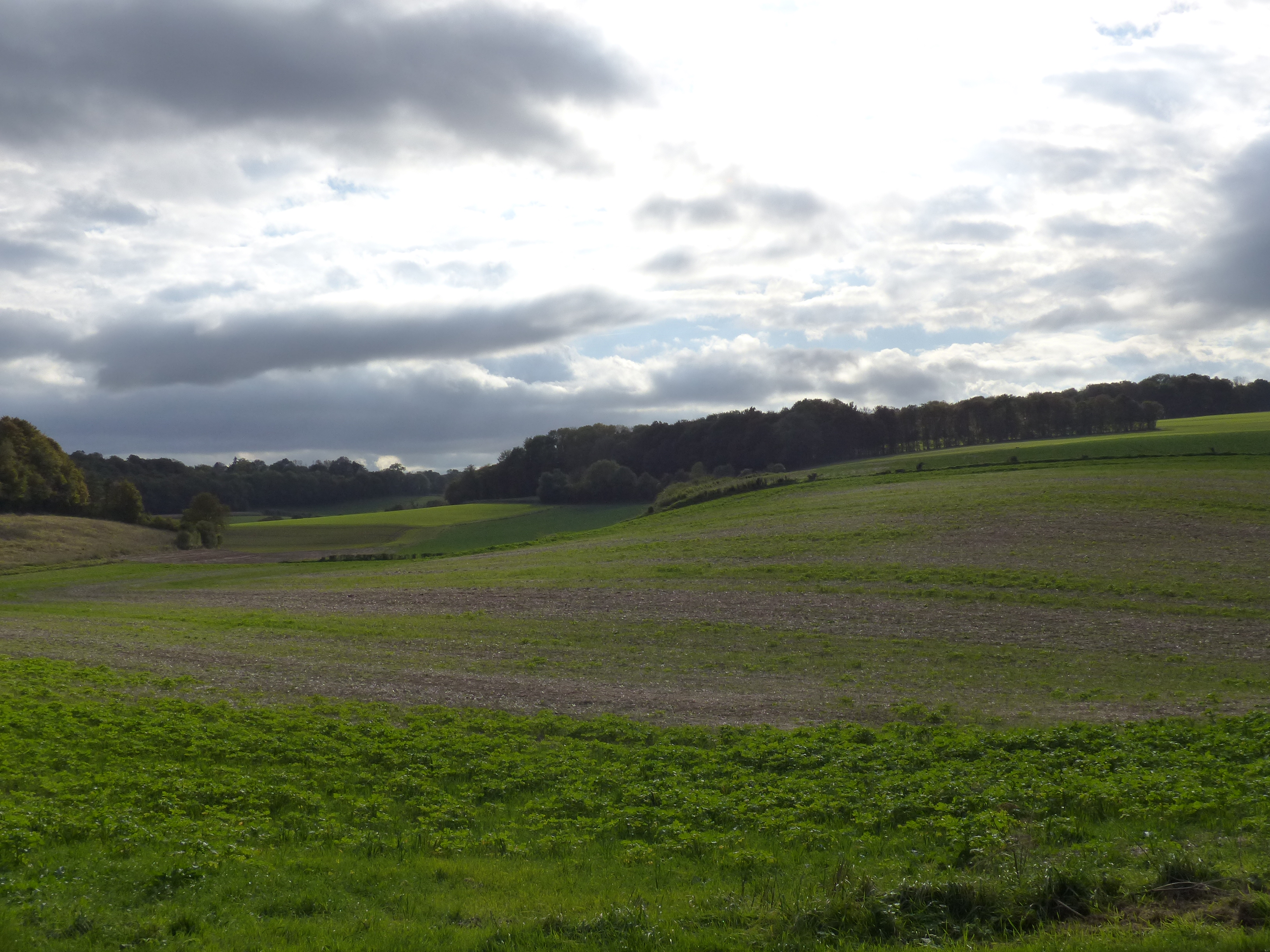
La vallée de Vinchoir.
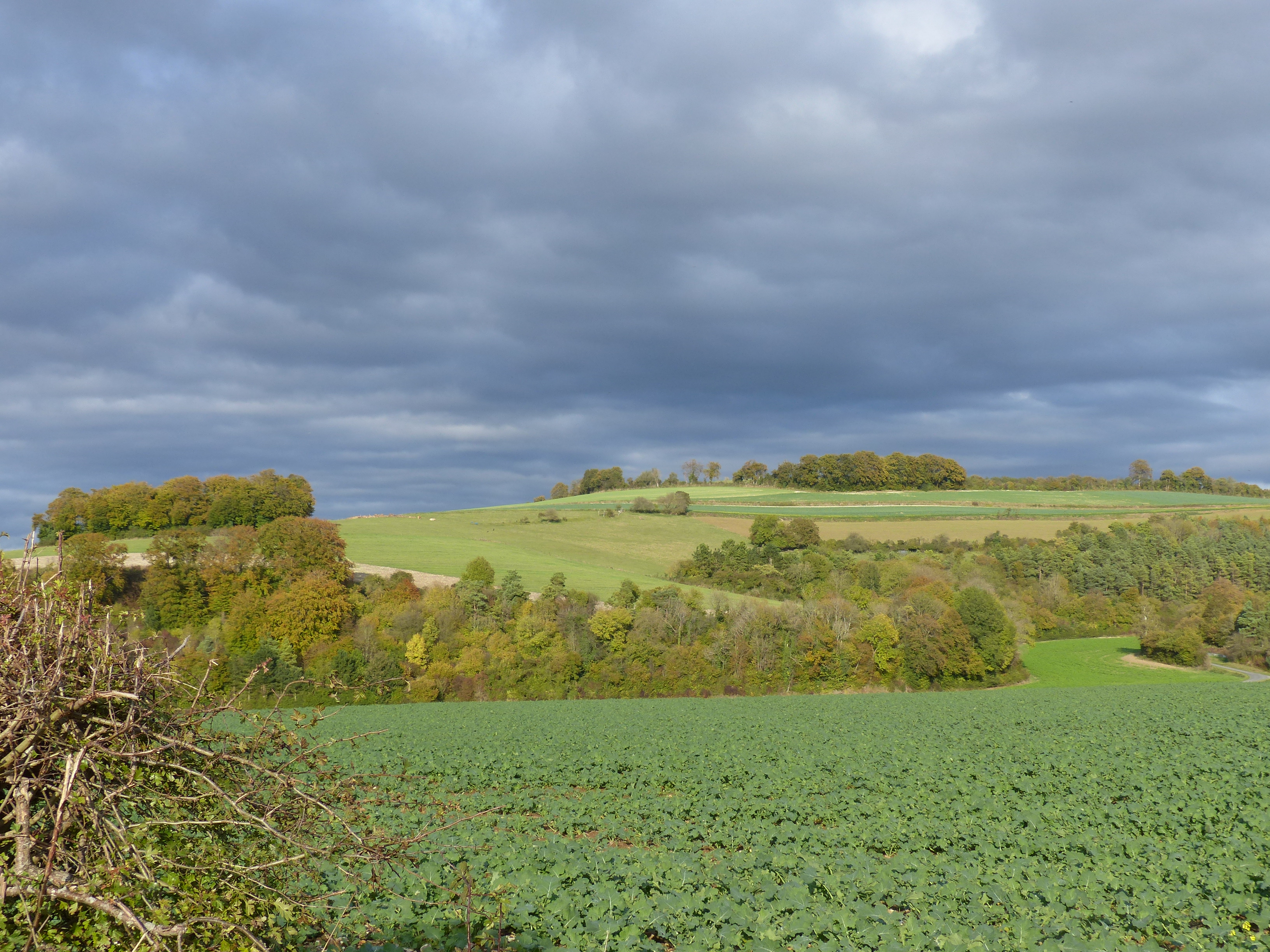
La vallée de Vinchoir.

### Thoix dans les arts

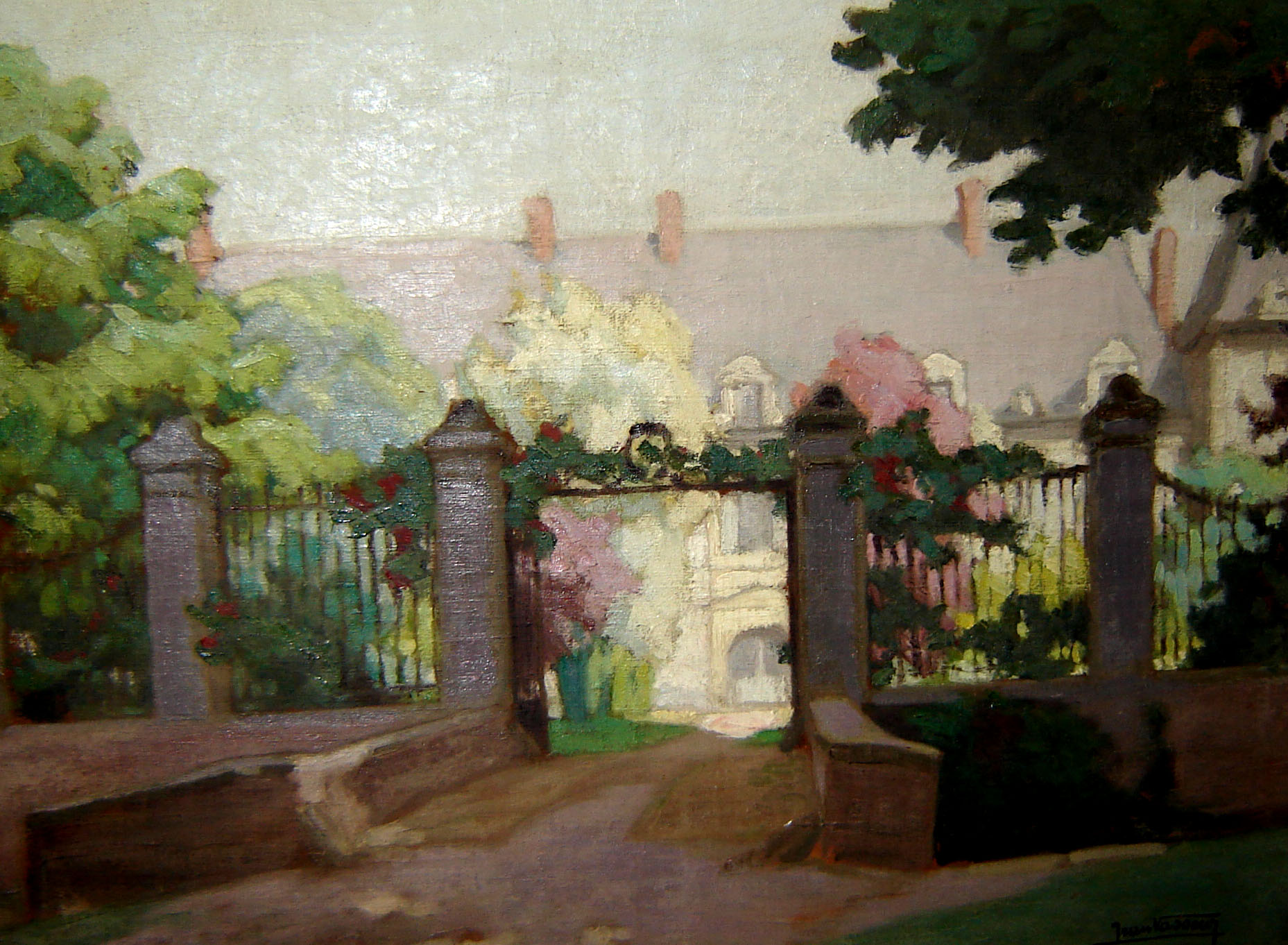
Louis Jean-Baptiste Vasseur :
Les grilles du château de Thoix (Somme).
Photographie musée Alfred-Danicourt / ville de Péronne (Somme).

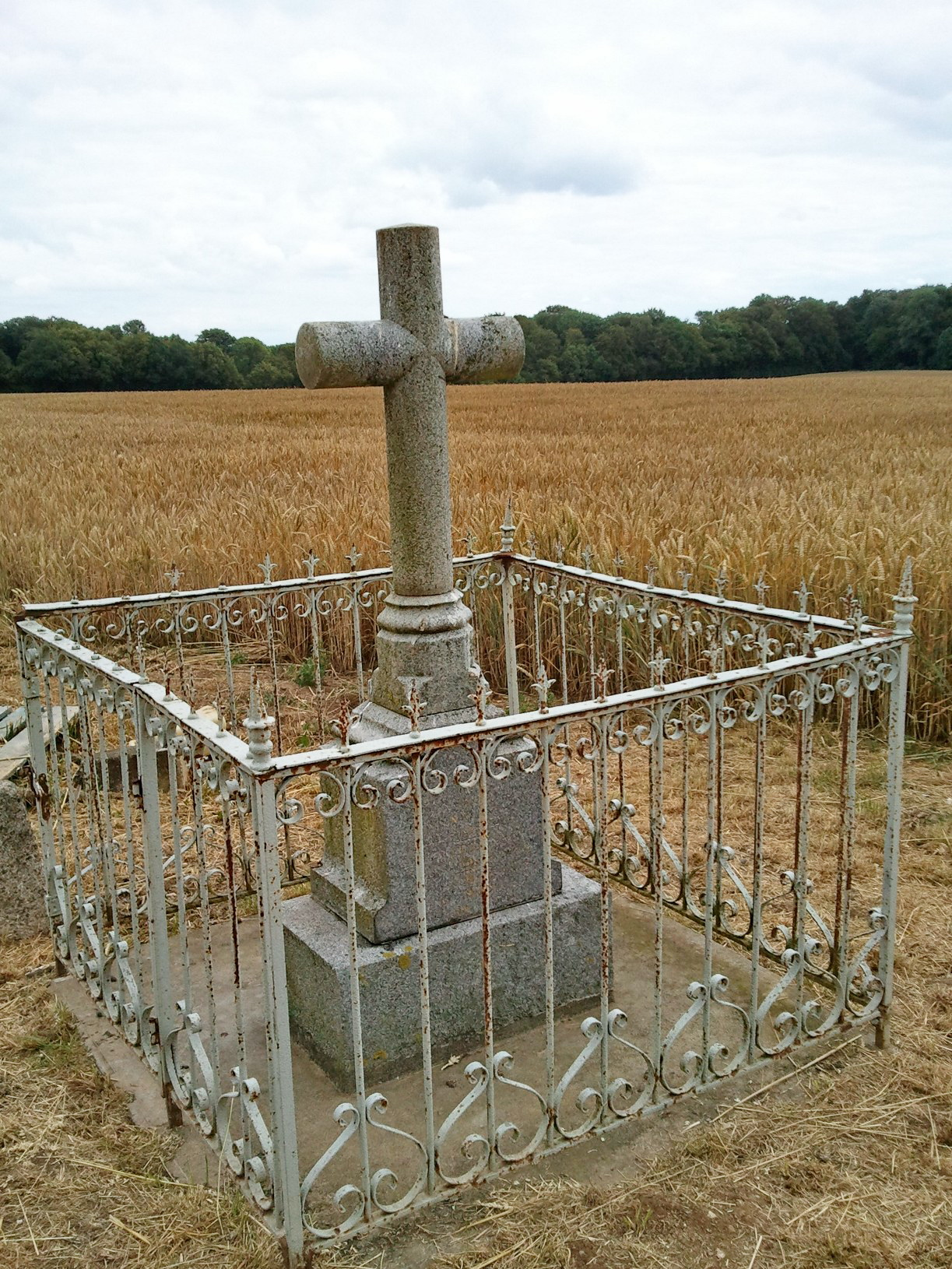
Monument commémoratif sur le plateau entre Thoix et Brassy, en hommage aux aviateurs abattus le 5 juin 1940.

- Le musée Alfred-Danicourt de Péronne détient le tableau Les grilles du château de Thoix (Somme) de Louis Jean-Baptiste Vasseur (École française - 1re moitié du XIXe siècle)[44].

### Personnalités liées à la commune
- Guillaume Gouffier de Bonnivet, Amiral de France, seigneur de Thoix par son mariage en 1517 avec Louise de Crèvecoeur.
- François Gouffier, fils des précédents, seigneur de Thoix au XVIe siècle.
- Le marquis de Courtebonne, marquis de Thoix, "seigneur dudit Thoix, Beaudeduit, Offoy et Courcelles" était le seigneur de Thoix à la veille de la Révolution française. Il participa à l'assemblées de la noblesse de Picardie pour l'élection des députés aux États généraux de 1789[45].
- Lucien Noiret et Henry Rage, aviateurs militaires français abattus sur le plateau pendant la bataille de France le 5 juin 1940